# W transie
W transie – dwupłytowy album zespołu Lady Pank, wydany w 1997 roku, nakładem wydawnictwa Starling.
Płyta zawiera remiksy największych przebojów zespołu. Utwory zostały nagrane w wielu stylach elektronicznej muzyki tanecznej, takich jak drum and bass, breakbeat czy nawet trip hop.
Tekst utworu „Zostawcie Titanica” na tej płycie różni się od oryginału. Brakuje jednej zwrotki, a za to inna jest śpiewana dwa razy. W tekstach są też inne drobne różnice.

## Lista utworów
CD 1
1. „Mała wojna” (muz. J. Borysewicz; sł. Z. Hołdys) – 4:35
2. „Kryzysowa narzeczona” (muz. J. Borysewicz; sł. A. Mogielnicki) – 3:49
3. „Zamki na piasku” (muz. J. Borysewicz; sł. A. Mogielnicki) – 4:35
4. „Vademecum skauta” (muz. J. Borysewicz; sł. A. Mogielnicki) – 3:31
5. „Zostawcie Titanica” (muz. J. Borysewicz; sł. G. Ciechowski) – 4:57
6. „Zawsze tam, gdzie ty” (muz. J. Borysewicz; sł. J. Skubikowski) – 4:55
7. „Tańcz głupia, tańcz” (muz. J. Borysewicz; sł. A. Mogielnicki) – 3:37
8. „Wciąż bardziej obcy” (muz. J. Borysewicz; sł. A. Mogielnicki) – 4:17
9. „Mniej niż zero” (muz. J. Borysewicz; sł. A. Mogielnicki) – 3:15
10. „Tacy sami” (muz. J. Borysewicz; sł. J. Skubikowski) – 4:03

CD 2
1. „Mała wojna” (instr.) (muz. J. Borysewicz) – 4:35
2. „Kryzysowa narzeczona” (instr.) (muz. J. Borysewicz) – 3:49
3. „Zamki na piasku” (instr.) (muz. J. Borysewicz) – 4:35
4. „Vademecum skauta” (instr.) (muz. J. Borysewicz) – 3:31
5. „Zostawcie Titanica” (instr.) (muz. J. Borysewicz) – 4:57
6. „Zawsze tam, gdzie ty” (instr.) (muz. J. Borysewicz) – 4:55
7. „Tańcz głupia, tańcz” (instr.) (muz. J. Borysewicz) – 3:37
8. „Wciąż bardziej obcy” (instr.) (muz. J. Borysewicz) – 4:17
9. „Mniej niż zero” (instr.) (muz. J. Borysewicz) – 3:15
10. „Tacy sami” (instr.) (muz. J. Borysewicz) – 4:03

## Muzycy
- Jan Borysewicz – gitara, śpiew
- Janusz Panasewicz – śpiew
- Kuba Jabłoński – perkusja, chórki
- Krzysztof Kieliszkiewicz – gitara basowa, chórki
- Andrzej Łabędzki – gitara, chórki

gościnnie
- Wojtek Olszak – instrumenty klawiszowe
- Wojciech Pilichowski – gitara basowa